# PM J14332+1011
PM J14332+1011 — карликовая новая*, двойная катаклизмическая переменная звезда в созвездии Волопаса на расстоянии приблизительно 732 световых лет (около 225 парсек) от Солнца. Видимая звёздная величина звезды — +18,86m.
Объект околопланетной массы SDSS J143317.78+101122.8b открыт группой астрономов в 2016 году.

## Характеристики
Первый компонент — аккрецирующий белый карлик. Масса — около 0,8 солнечной. Эффективная температура — около 13200 K.
Второй компонент (SDSS J143317.78+101122.8b) — коричневый карлик* спектрального класса L2*. Масса — около 0,0571 солнечной, радиус — около 0,107 солнечного. Эффективная температура — около 2370 K. Орбитальный период — около 0,05424 суток (1,3018 часа).